# Raptor (Cedar Point)
Raptor (englisch für Raubvogel) ist eine Stahlachterbahn vom Typ Inverted Coaster des Herstellers Bolliger & Mabillard im US-amerikanischen Freizeitpark Cedar Point (Sandusky, Ohio), die am 7. Mai 1994 eröffnet wurde. Auf der 1155,2 Meter langen und 41,8 Meter hohen Strecke beschleunigen die Züge auf eine Höchstgeschwindigkeit von 91,7 km/h. Zum Zeitpunkt ihrer Eröffnung war die Bahn damit der weltweit höchste, schnellste und längste Inverted Coaster. Zudem wies die Streckenführung zum ersten Mal bei einem Inverted Coaster eine Cobra-Roll auf. Mit einem Investitionsvolumen von rund 11,5 Mio. US-Dollar war es die bis dahin größte Investition in Cedar Point. Im französischen Walygator Grand Est befindet sich mit The Monster eine Kopie von Raptor mit identischem Layout.

## Geschichte
Am 19. August 1993 stellte die Cedar-Fair-Gruppe, zu der Cedar Point gehört, einen Antrag auf Markenschutz für den Namen „Raptor“ als Fahrgeschäft. Die offizielle Ankündigung fand wenige Tage später, am 1. September 1993, im Rahmen einer Pressekonferenz statt.
Mit den Bauarbeiten wurde am Ende der Saison 1993 begonnen. Zunächst wurde die sich im Weg befindende Wildwasserbahn Mill Race abgerissen. Im Oktober wurden das Midway Carousel und der Flatride Calypso demontiert und an einem neuen Standort im Park wieder aufgebaut. Anschließend wurden die ersten Fundamente gegossen. Im Dezember wurde der Lifthill fertiggestellt. Im Laufe der nächsten Monate wurden Schienen und Stützen errichtet, bevor im März die ersten Testfahrten durchgeführt werden konnten. Zur gleichen Zeit wurde der Platz vor dem Eingang der Bahn gepflastert. Am 6. März wurden Pressevertreter zum Soft Opening geladen. Am Tag darauf, dem 7. März 1994, wurde Raptor dann offiziell eröffnet.

## Fahrt

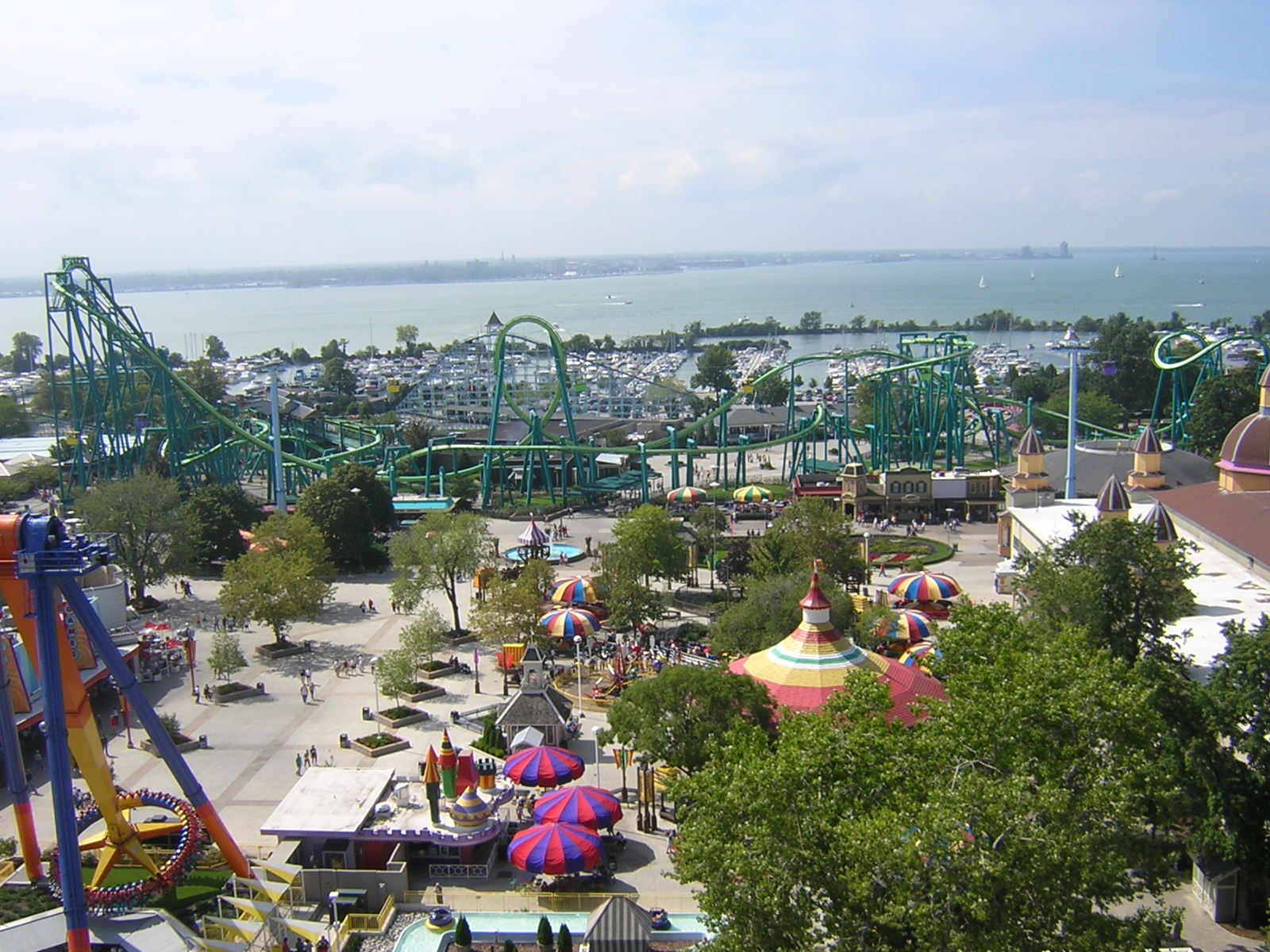
Überblick über die Anlage

Im vorderen Teil des Parks in der Nähe der Holzachterbahn Blue Streak erstreckt sich der Bahnbereich Raptors über drei Hektar. Die Strecke verläuft über den Gehweg zu Blue Streak und dem Flatride Calypso zu den Fahrgeschäften Turnpike Cars, Cadillac Cars und Cedar Downs Racing Derby.
Nachdem der Zug die Station verlassen hat, erreicht er nach einer Linkskurve den Kettenlift, der ihn auf eine Höhe von 41,8 Metern transportiert. Oben angekommen, gelangt der Zug zunächst in einen kleinen Pre-Drop, bevor er in einer 90°-Linkskurve auf dem 36,3 Meter hohen First Drop auf seine Höchstgeschwindigkeit von 91,7 km/h beschleunigt wird. Anschließend erklimmt der Zug den 30,5 Meter hohen Looping, aus dem er direkt in die Zero-g-Roll einfährt, auf die die Cobra-Roll folgt. Nach einer linksgerichteten Spirale wird der Zug auf der Blockbremse leicht abgebremst, woraufhin er in einer Rechtskurve wieder beschleunigt wird und den ersten der beiden Korkenziehern passiert. Der Zug durchfährt eine Rechtskurve und den zweiten Korkenzieher. Kurz vor Schluss windet sich der Zug durch eine rechtsgerichtete 540°-Helix, bevor er nach einer Linkskurve von der Schlussbremse auf Schrittgeschwindigkeit verzögert wird.
Eine Fahrt dauert zwei Minuten und 16 Sekunden.

## Technik

### Schiene

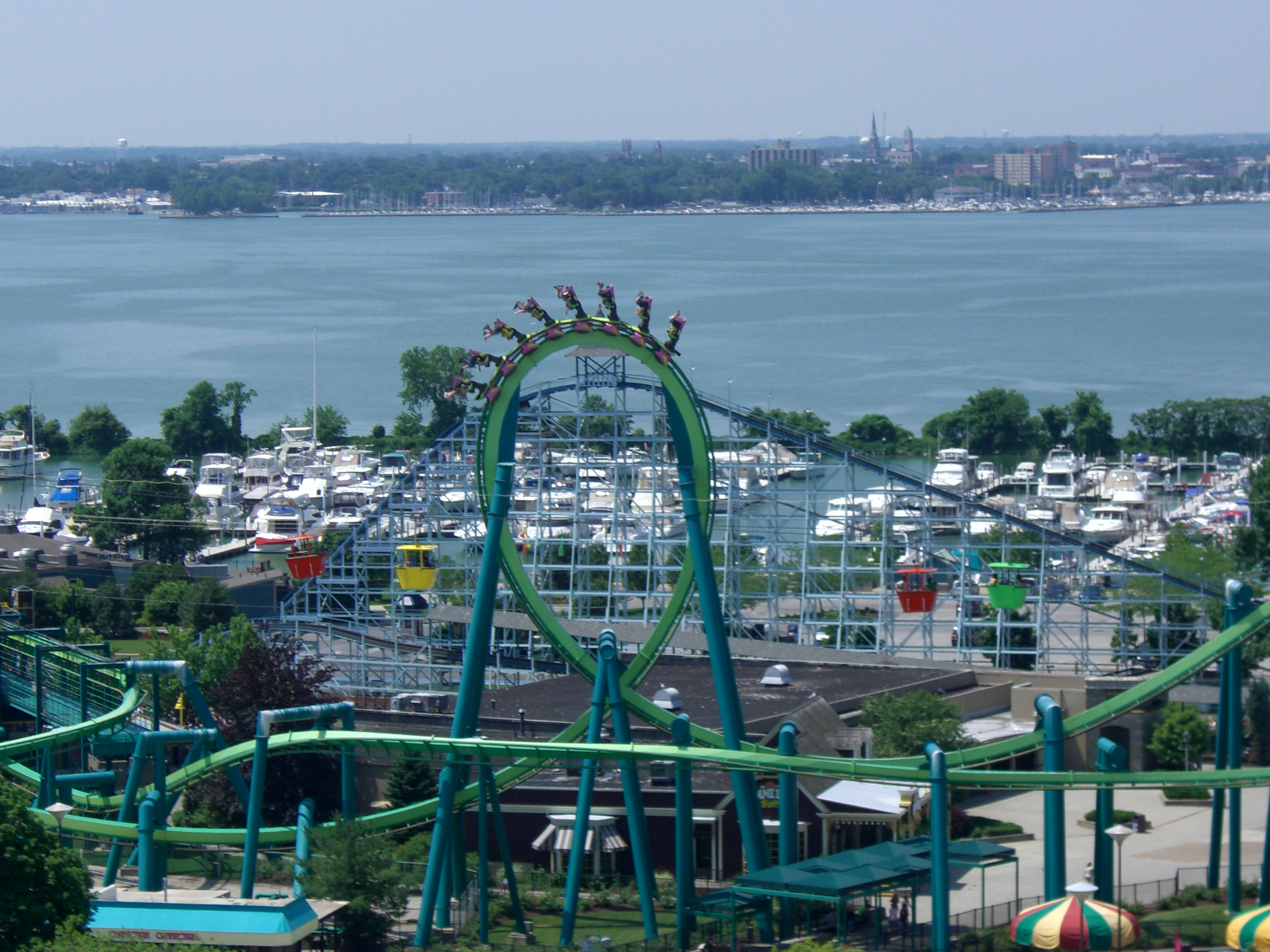
Der Zug im Looping, im Hintergrund Blue Streak und der Eriesee

Die 1155,2 Meter lange aus Stahl gefertigte Schiene von Raptor erreicht an ihrer höchsten Stelle, dem Scheitel des Lifthills, eine Höhe von 41,8 Metern. Der First Drop ist 36,3 Meter hoch. Zum Zeitpunkt der Eröffnung waren die Stützen dunkelgrün und der Schienenkorpus hellgrün lackiert, die Rohre mit den Laufflächen der Schiene waren unlackiert. 2002 erhielt die Bahn einen neuen Anstrich, dabei wurden die Laufflächen im gleichen Dunkelgrün wie die Stützen gestrichen. Ein Großteil der Schienenteile von Raptor wurde von Clermont Steel Fabricators in Batavia, Ohio hergestellt.

### Züge
Auf Raptor kommen drei aus Fiberglas und Stahl gefertigte Züge zum Einsatz. Jeder Zug hat acht Wagen mit je einer Sitzreihe für vier Personen, sodass in einem Zug 32 Personen Platz finden. Die theoretische Kapazität beläuft sich auf 1600 Besucher pro Stunde. Zusätzlich zu den Schulterbügeln werden die Fahrgäste mit daran befestigten Gurten in den Sitzen gehalten. Die Züge wurden von Bolliger & Mabillard in ihrer Hauptniederlassung in Monthey (Schweiz) gefertigt.

## Sicherheitsbestimmungen

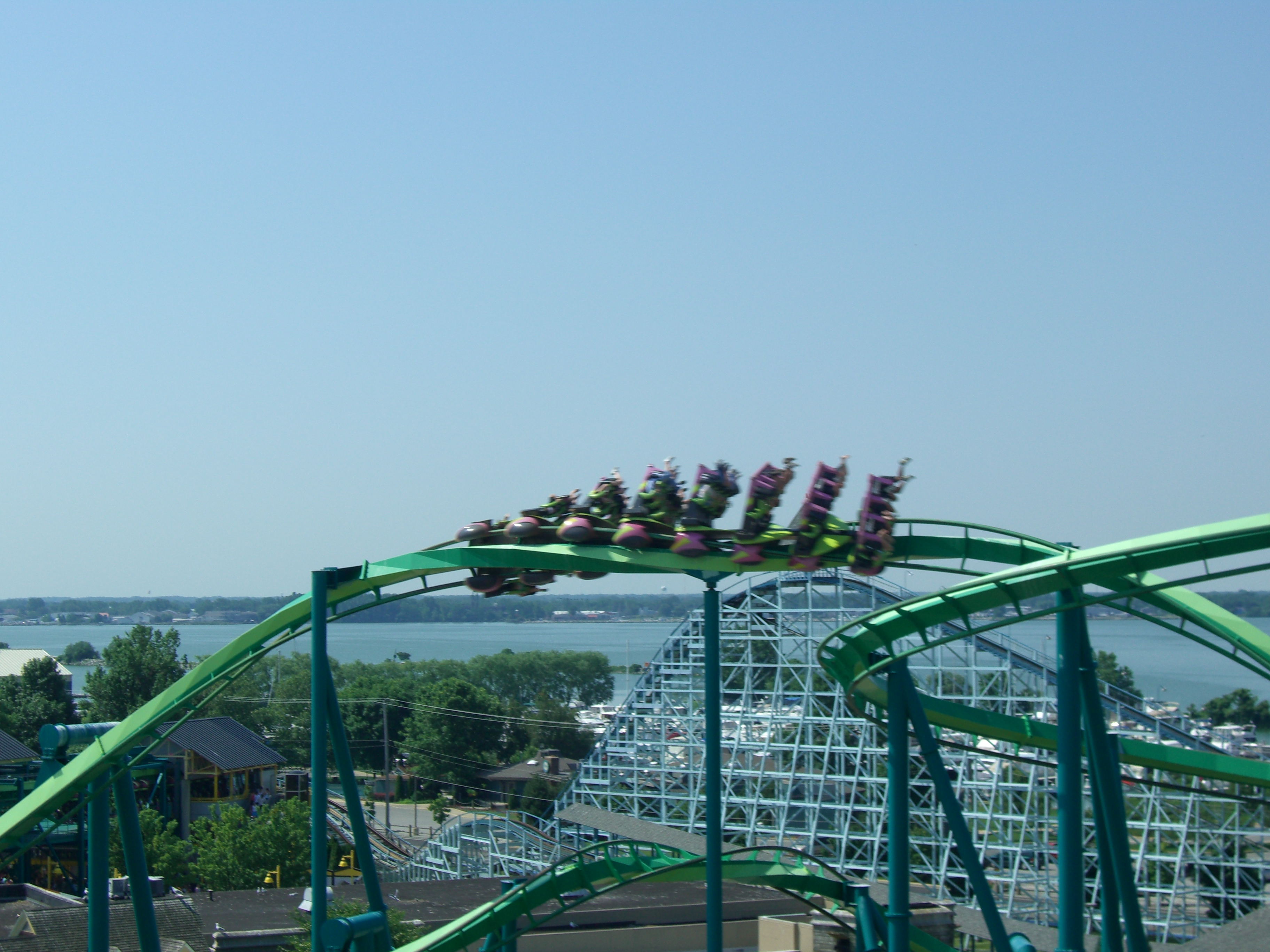
Die Zero-g-Roll

Wie viele andere Achterbahnen auch kann Raptor bei ungünstigem Wetter wie Regen oder Sturm nicht betrieben werden. Ein Mindestalter der Fahrgäste ist nicht erforderlich, jedoch müssen sie mindestens 1,40 Meter groß sein, um mitfahren zu dürfen. Fahrgäste, die den Gurt am Sicherheitsbügel aufgrund ihrer Körpermaße nicht schließen können, dürfen nicht mitfahren. Außerdem dürfen während der Fahrt keine losen Gegenstände mitgeführt werden. Die Fahrgäste sind weiterhin angewiesen, Oberbekleidung und Schuhe zu tragen.

## Unfälle
Am 13. August 2015 ereignete sich unterhalb der Bahn ein tödlicher Unfall, als ein 45-jähriger Mann den umzäunten Sicherheitsbereich der Bahn betrat, um sein verloren gegangenes Handy zu bergen. Er wurde daraufhin von einem Zug erfasst und starb noch vor Ort. Die Bahn wurde daraufhin stillgelegt, um die Ermittlungen nicht zu behindern, am darauffolgenden Tag jedoch wieder geöffnet.